# Milós Gras
Milós Gras (Maria Dolors Gras Miquel, Igualada, 25 de desembre de 1947 - Barcelona, 31 de juliol de 2021), fou una escultora i ceramista igualadina de prestigi internacional, que va exposar la seva obra arreu del món.

## Formació
Milós Gras es va formar a l'escola Massana de Barcelona, en l'especialitat de Ceràmica, Escultura i Joieria-Disseny, on va tenir com a professor Josep Llorens i Artigas, fet que sempre agraí especialment. Des de 1980 ja treballà en el seu propi taller, a Barcelona.

## Obra
La seva obra abasta la ceràmica, amb què comencà la seva trajectòria artística, i també la pintura, l'escultura, la joieria i el mobiliari. I ha tractat i emprat una àmplia gamma de materials i processos, compromesa sempre amb la recerca creativa, una estètica refinada i gran perfecció formal. S'ha reconegut influïda per les figures estilitzades d'Alberto Giacometti i ha mostrat una admiració permanent per l'obra de Montserrat Gudiol. Les seves peces són alhora obres d’art, obres funcionals i objectes bellsː peces molt estudiades, volums purs, línies aèries i estilitzacions molt dinàmiques, amb una certa empremta futurista.
En els seus primers anys es dedicà específicament a la ceràmica, amb la creació de murals escultòrics de grans dimensions, alguns de més de 25 m². El primer mural va ser per a l'empresa igualadina Vives Vidal. Després en va fer un d'homenatge a la sardana per a l'Ajuntament d'Igualada, ciutat on també hi ha el seu mural de la Font de la Carota, al carrer de Santa Anna, dedicat al poeta Jaume Boloix i Canela. Després s'orientà cap a la joieria i l'orfebreria i també al mobiliari escultòric.
Ha fet insígnies, trofeus i peces d’homenatge per a empreses i associacions: Llongueras, Fundación de la Mujer Emprendedora (FIDEM), Directius de l’Any, Escultura dedicada a l'homenatge del director de cinema Rovira Beleta, 150 litografies per a l'Institut Català de la Dona i objectes artístics per a moltes empreses.

## Exposicions
Ha inrtervingut en diverses exposicions individuals i col·lectives a Europa, Amèrica, Japó i Xina. Va participar a l’Exposició Internacional del Museu de Le Lorc Beack de Los Ángeles (Califòrnia), per a la qual va ser seleccionada juntament amb altres quatre artistes de l'estat espanyol.
L'any 2011 prengué part en una mostra a l'Institut Cervantes de Tolosa, amb les seves escultures. El maig de 2012 presentà 27 peces de mobiliari-escultura a la galeria Cubiñá, en l'exposició Pinzellades del barroc.

## Reconeixements
La seva obra i el seu estil han acabat resultant recognoscibles i, així, en les seves creacions el públic hi pot identificar les traces del seu art personal.
- 1985: Obra seleccionada per al museu Long Beach Museum of Art, Los Angeles (Califòrnia).
- 1986: Finalista en el Premi Internacional Barnajoya, amb l'obra ’Agulla de plata i or'
- 1986: 1r premi de l'Associació Espanyola de Gemmologia.